# Buffle d'Afrique
Syncerus caffer
Genre
Espèce
Statut de conservation UICN

 NT  : Quasi menacé

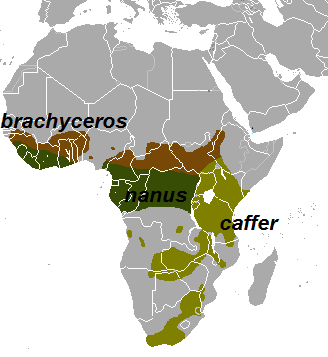
Répartition des variétés du buffle d'Afrique :
1 vert clair : Syncerus caffer caffer
2 vert foncé : Syncerus caffer nanus
3 brun : Syncerus caffer brachyceros

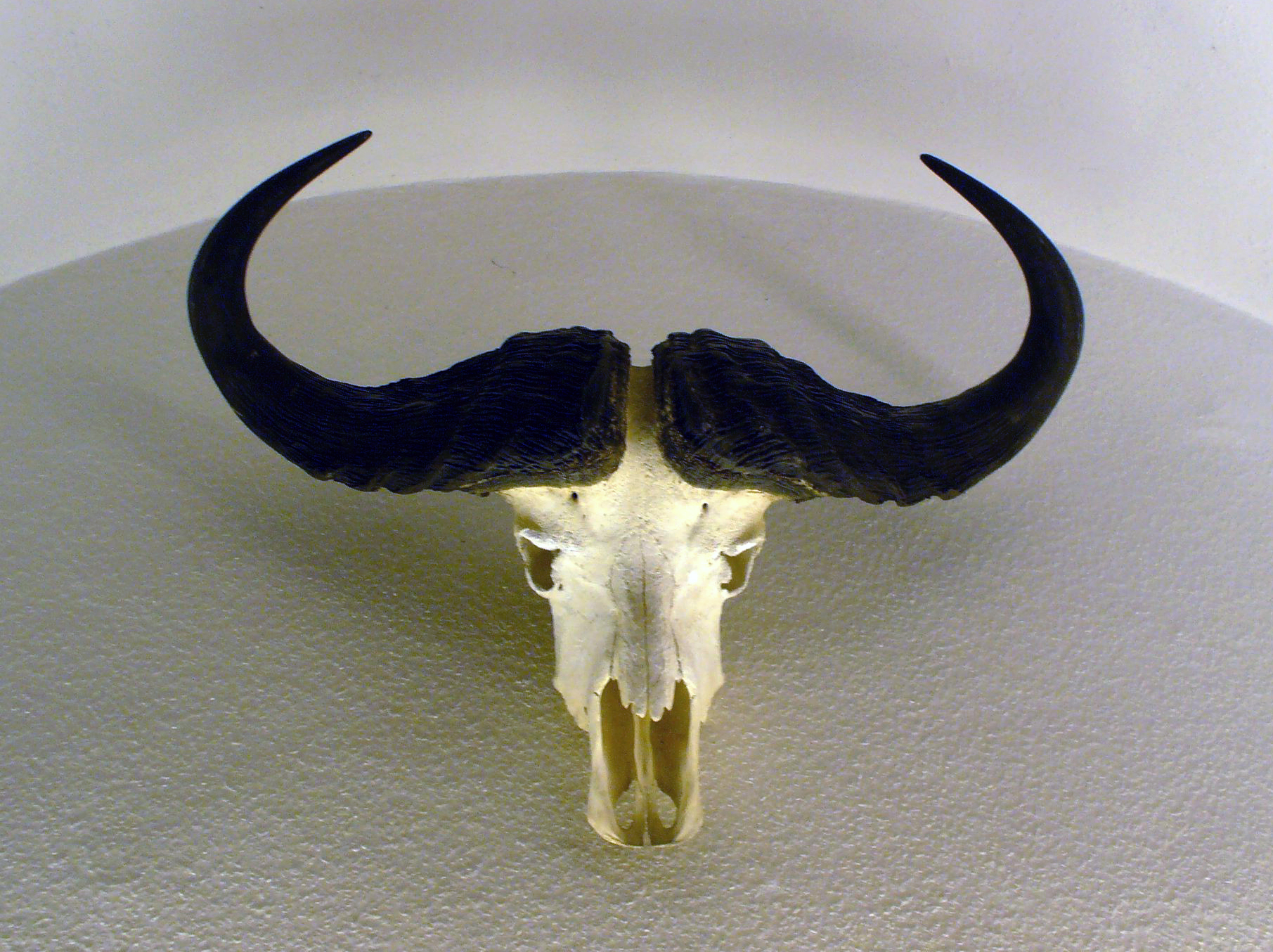
Crâne de buffle d'Afrique

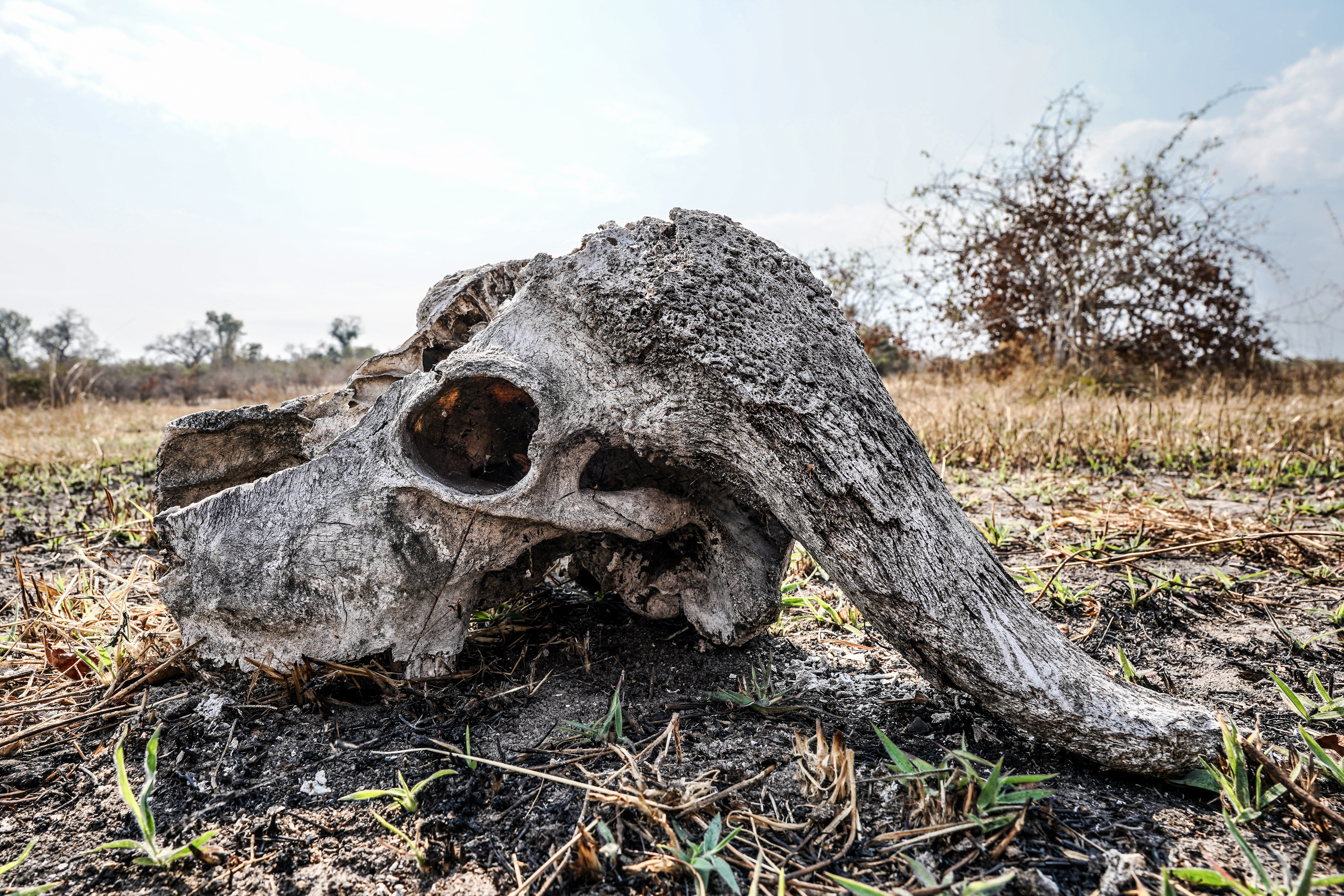
Crane en décomposition de buffle d'Afrique dans la Province de l'Est (Zambie). Juillet 2023.

Le Buffle d'Afrique, buffle noir des savanes ou grand buffle noir des savanes (Syncerus caffer) est une espèce de bovidés de la sous-tribu des Bubalina.
Sa taille peut atteindre 1,7 m en hauteur et 3,4 m en longueur, avec des cornes de 1,5 m d'envergure et un poids de 900 kg. C'est la seule espèce du genre Syncerus. Il fait partie, avec le léopard d'Afrique, l'éléphant d'Afrique, le rhinocéros noir et le lion d'Afrique, du groupe dit « big five » des 5 mammifères autrefois craints et respectés par les chasseurs africains.

## Caractéristiques
Les buffles vivent en groupe dans la savane ou dans les zones boisées. Ils sont caractérisés par de redoutables cornes et de grandes oreilles. Ils pèsent en moyenne 700 kilogrammes et s'alimentent d'herbes, de graminées et de quelques feuilles.
La gestation de la femelle dure 11 mois, elle met au monde un petit de 40 kilogrammes.
La chasse des trois variétés de l'espèce (Syncerus caffer caffer, Syncerus caffer aequinoctialis et Syncerus caffer nanus) est autorisée dans de nombreux pays africains.

## Maladies
La peste bovine a décimé les populations de buffles d'Afrique à la fin du XIXe siècle. Au début du XXIe siècle, la tuberculose bovine constitue un sujet majeur d'inquiétude pour les populations de buffles en Afrique australe.
Le buffle constitue un réservoir du virus de la fièvre aphteuse.

## Liste dessous-espèces
La génétique a permis de déterminer des sous-espèces, :
- Syncerus caffer caffer[7] — Buffle du Cap ou buffle de Cafrérie
- Syncerus caffer aequinoctialis[8] (Blyth, 1866) — Buffle équinoxial
- Syncerus caffer brachyceros[9] (Gray, 1837)
- Syncerus caffer matthewsi (Lydekker, 1904)
- Syncerus caffer nanus[10] (Boddaert, 1785) — Buffle nain ou buffle de forêt

## Galerie

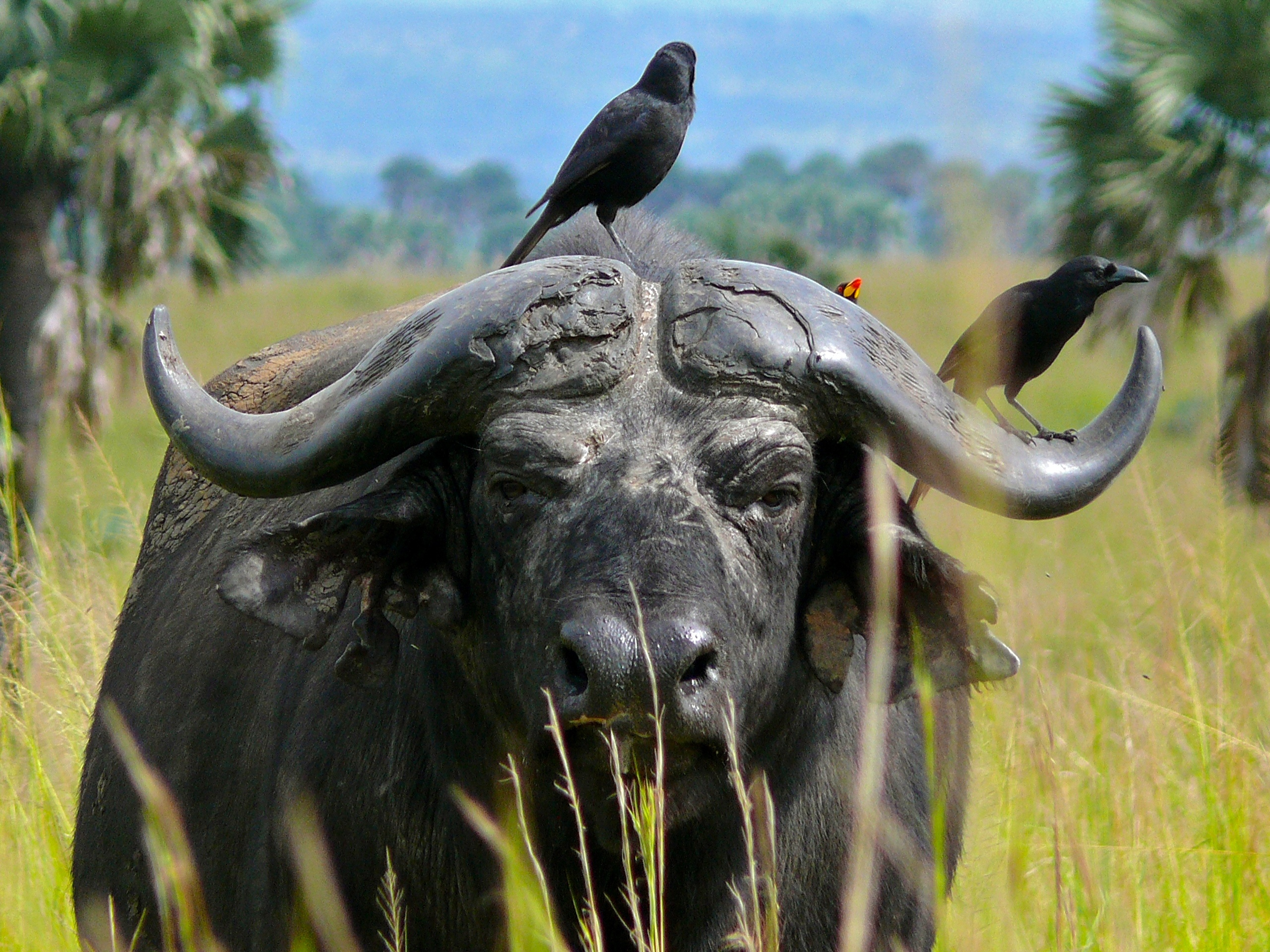
Buffle d'Afrique (Parc national Murchison Falls, Ouganda).
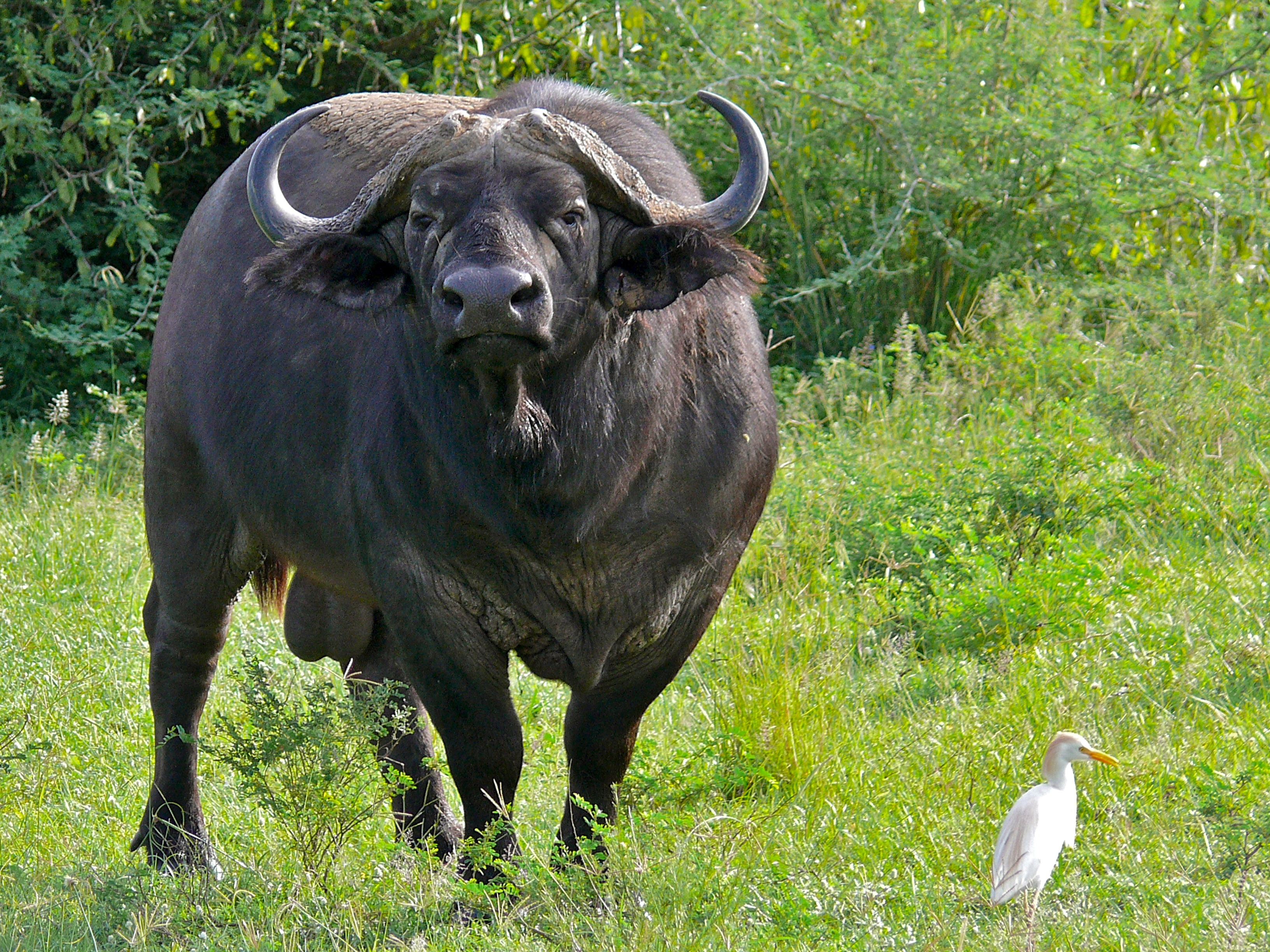
Buffle ♂.
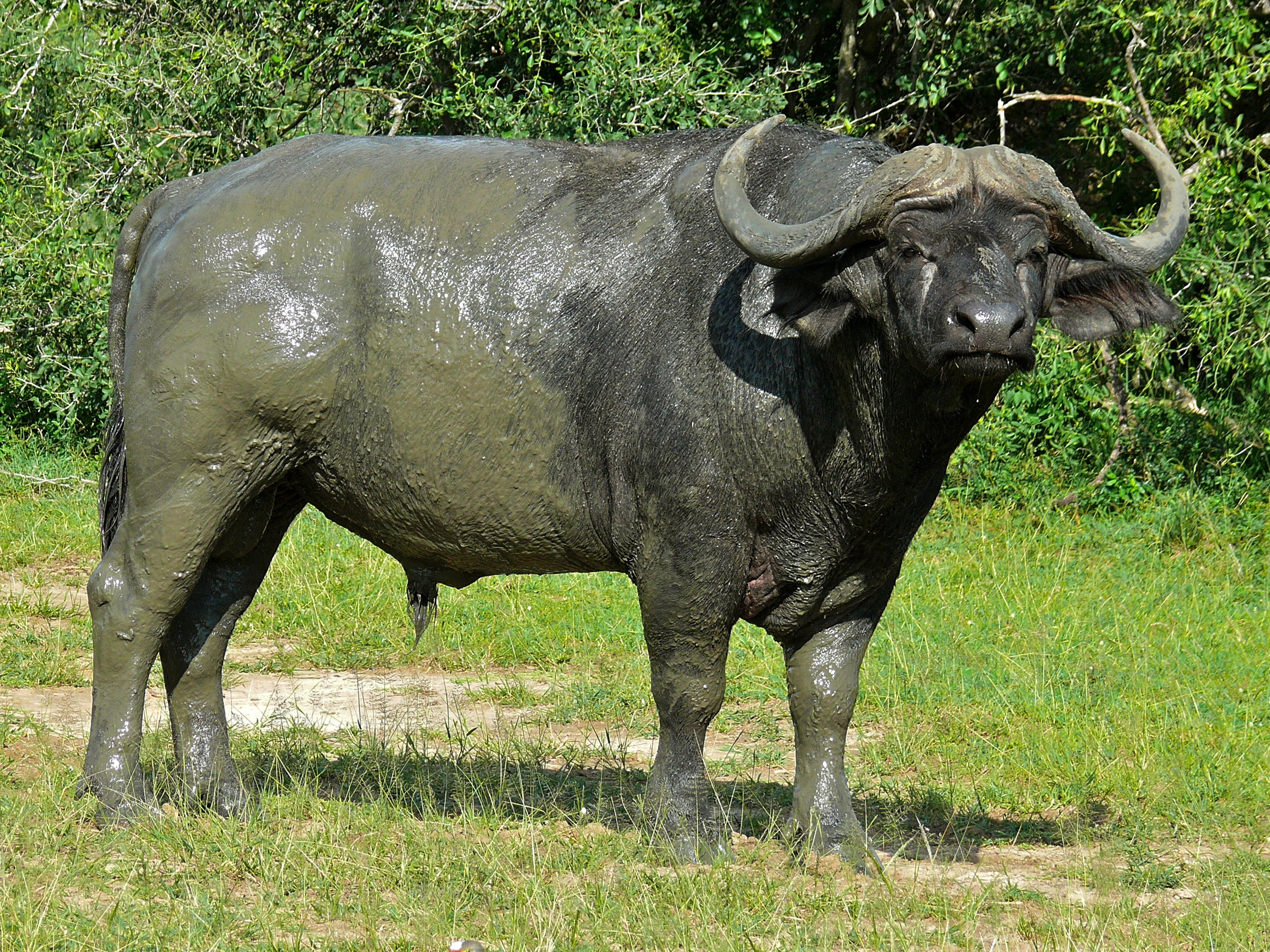
Buffle ♂.
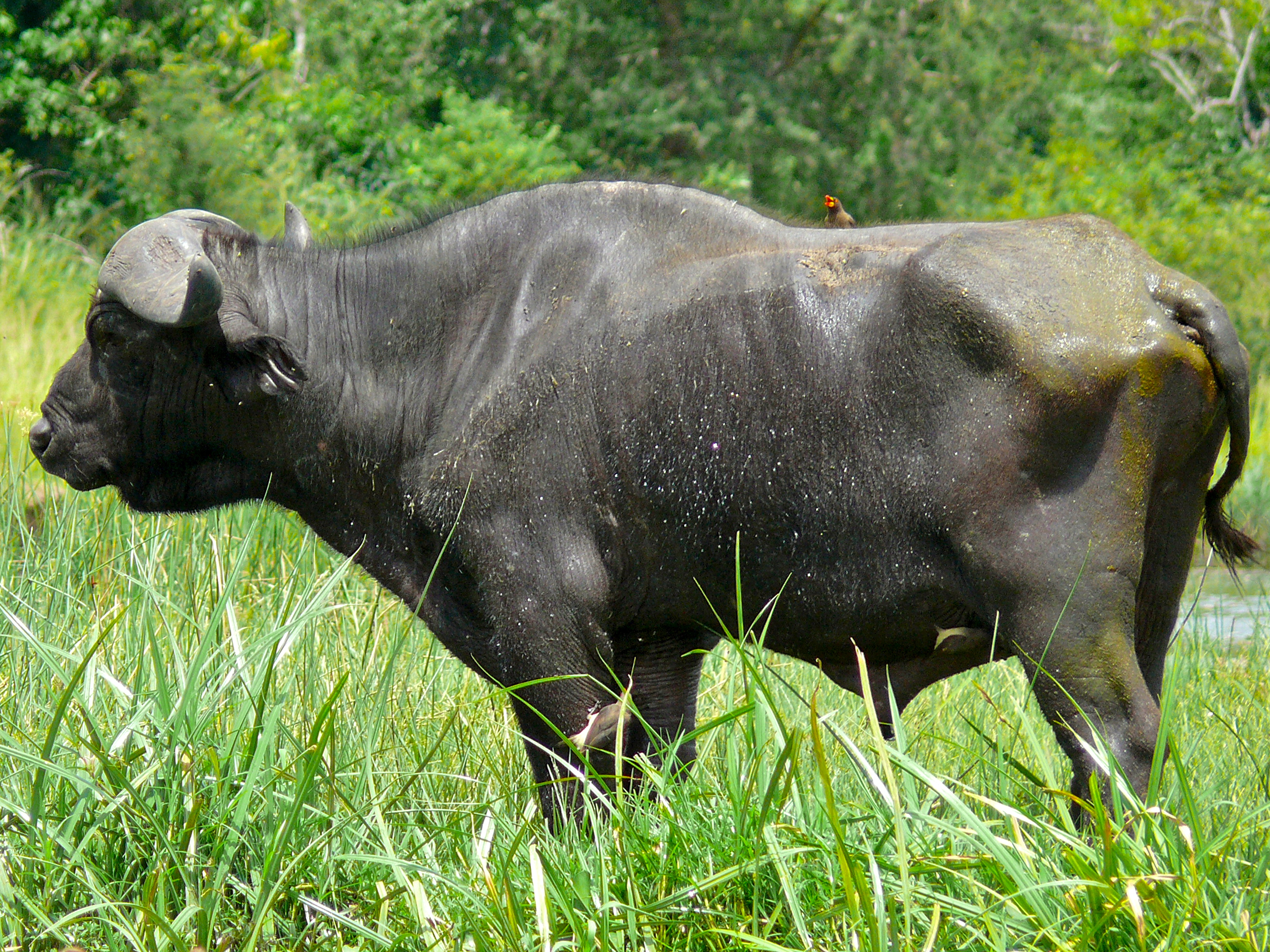
Buffle ♂.
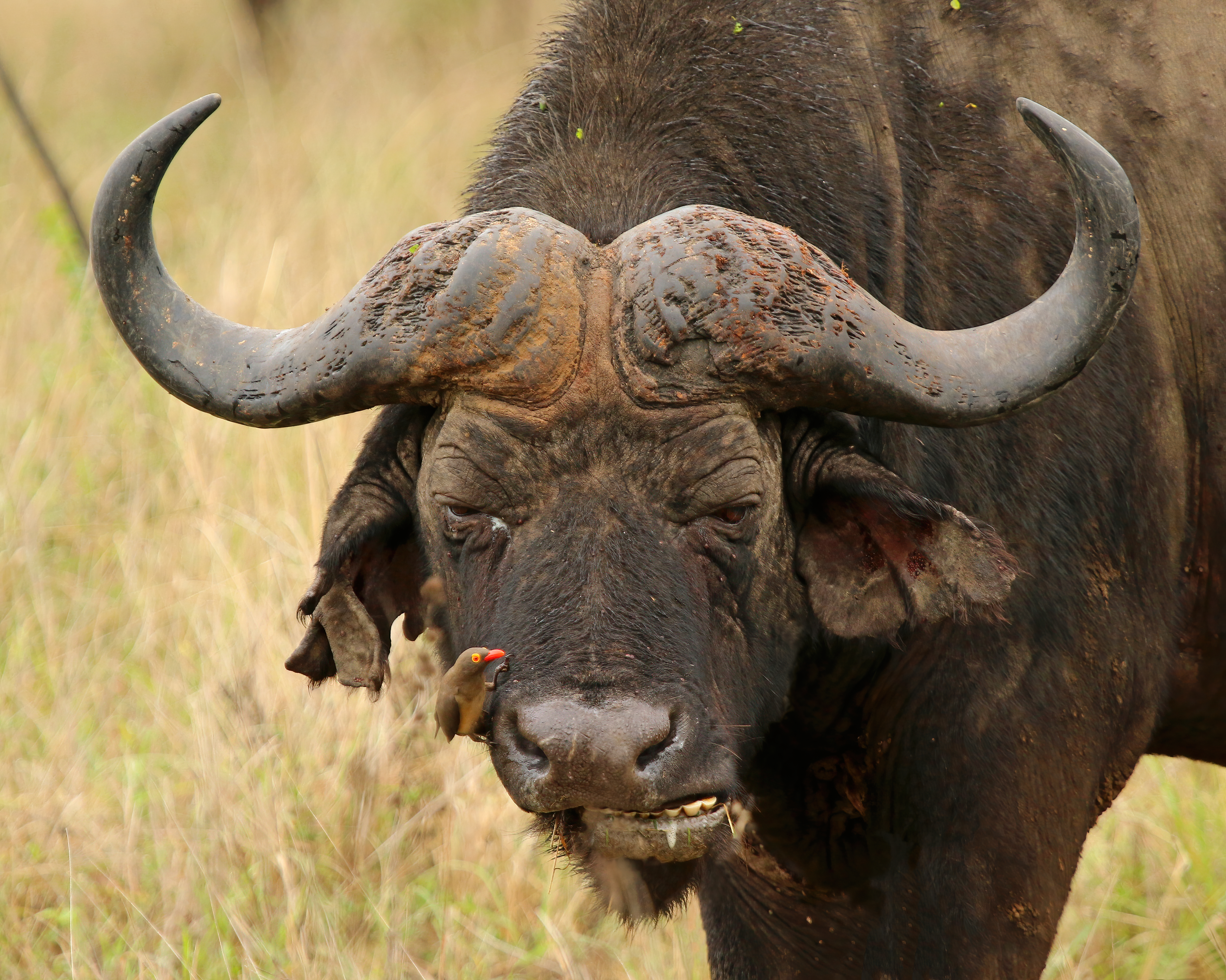
Un buffle d'Afrique accompagné d'un Piquebœuf à bec rouge.
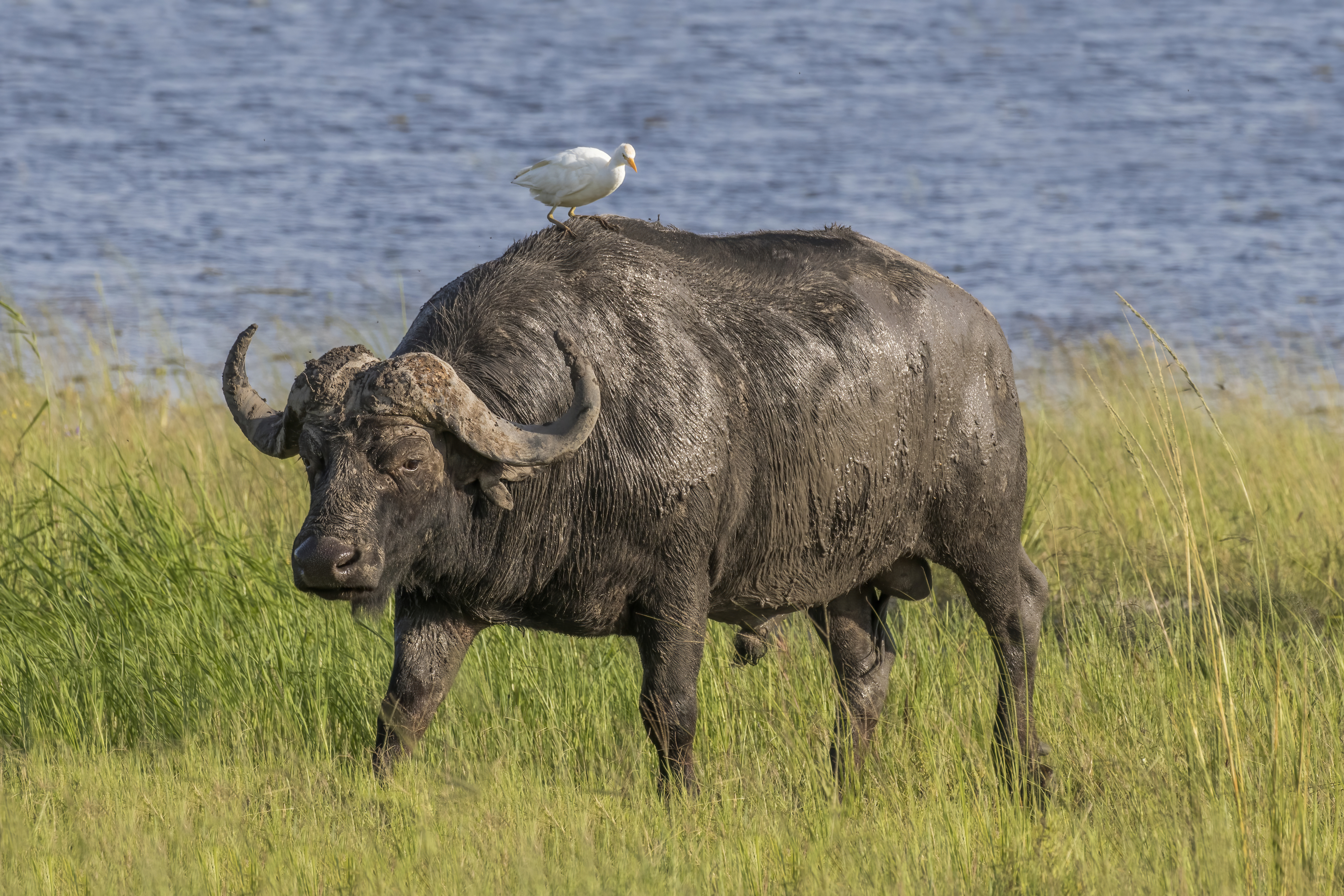
Un buffle d'Afrique accompagné d'un Héron garde-bœufs dans le parc national de Chobe.